# Finn Bergstrand
Finn Axel Hilding Bergstrand (* 19. Juni 1932 in Kalmar, Kalmar län) ist ein ehemaliger schwedischer Diplomat und Schriftsteller, der unter anderem zwischen 1980 und 1983 Botschafter in Mosambik sowie in Swasiland, von 1983 bis 1986 Botschafter für die Staaten im Indischen Ozean sowie zuletzt zwischen 1989 und 1995 Botschafter in Singapur war. Er ist zudem als Schriftsteller tätig und verfasste unter dem Pseudonym „Måns Ripa“ auch mehrere Kriminalromane.

## Leben
Finn Axel Hilding Bergstrand, Sohn des Arztes Axel Bergstrand und Bertha Nilsson, begann nach dem Abitur (Studentexamen) ein Studium der Politikwissenschaften an der Universität Lund, welches er 1957 mit einem Politices magister beendete. Im Anschluss absolvierte er dort ein postgraduales Studium und schloss dieses 1961 mit einem Filosofie licentiat ab. Während dieses Studiums war er zwischen 1960 und 1961 Angestellter beim Verfassungsausschuss (Konstitutionsutskottet) des Reichstages und trat im Anschluss 1961 als Attaché in den diplomatischen Dienst des Außenministeriums (Utenriksdepartementet). Er war daraufhin zwischen 1962 und 1966 Mitarbeiter an den Botschaften in den USA und in Libanon sowie von 1966 bis 1967 im Außenministerium. Nachdem er zwischen 1967 und 1971 im Internationalen Sekretariat des Reichstages tätig gewesen war, war er zwischen 1971 und 1975 Mitarbeiter der Botschaft in Australien sowie von 1975 bis 1980 der Ständigen Vertretung und Delegation bei der Organisation für wirtschaftliche Zusammenarbeit und Entwicklung (OECD) in Paris.
1980 wurde Bergstrand als Nachfolger von Lennart Dafgård Botschafter in Mosambik mit Amtssitz in Maputo und war zugleich bis zu seiner Ablösung durch Bo Kälfors 1983 auch als Botschafter in Swasiland akkreditiert. Danach war er von 1983 bis 1986 Botschafter für die Staaten im Indischen Ozean mit Amtssitz im Außenministerium in Stockholm und fungierte anschließend als Ministerialrat (Departementsråd) noch als Leiter einer Abteilung im Außenministerium. Zuletzt übernahm er 1989 von Arnold Willén den Posten als Botschafter in Singapur und bekleidete dieses Amt bis zu seinem Eintritt in den Ruhestand 1995, woraufhin Krister Isaksson seine dortige Nachfolge antrat. Nach seinem Ausscheiden aus dem diplomatischen Dienst war er zwischen 1995 und 1997 Berater der Universität Lund für Asien.
Bergstrand heiratete 1961 Ingrid Ahlgren (* 1936), Tochter des Landwirts Oscar Ahlgren und Anna Elisson.

## Veröffentlichungen
Finn Bergstrand ist zudem als Schriftsteller tätig und verfasste unter dem Pseudonym „Måns Ripa“ Kriminalromane. Er veröffentlichte folgende Werke:
- Daco 1931–1937. En svensk tjänstemannarörelse växer fram, („Daco 1931–1937. Das Entstehen einer schwedischen Bürobewegung“), 2003
- Buss 121 från Kalmar – och andra berättelser, („Bus 121 von Kalmar – und andere Geschichten“), 2020
- Eftertankar. En självbiografi, („Nachgedanken. Eine Autobiographie“), 2021
- Innan spåren försvinner, („Bevor die Spuren verschwinden“), 2023

Pseudonym „Måns Ripa“
- Till förväxling lik. Kriminalroman i Kalmarsundsmiljö, („Zur Verwirrung gleich. Kriminalroman im Kalmarsund-Umfeld“), 2008
- Varggropen. En kriminalroman från Södra Möre, („Die Wolfsgrube. Ein Kriminalroman von Södra Möre“), 2009
- Avsked på grått papper. En kriminalroman från Kalmartrakten, („Abschied auf grauem Papier. Ein Kriminalroman aus der Region Kalmar“), 2011
- Silverbäcken. Kriminalroman, („Silberbecken. Kriminalroman“), 2012
- Torsåskuppen. En kriminalroman från Södra Möre, („Der Donnerstagsputsch. Ein Kriminalroman von Södra Möre“), 2013
- Dimbankar. En kriminalroman från Södra Möre, („Nebelbänke. Ein Kriminalroman von Södra Möre“), 2015
- Bedrägligt sken. En dystopisk berättelse från 2018, („Trügerischer Schein. Eine dystopische Geschichte aus dem Jahr 2018“), 2016